# Bárður Hansen
Bárður Jógvanson Hansen (ur. 13 marca 1992 roku w Tórshavn na Wyspach Owczych) – farerski piłkarz występujący na pozycji prawego obrońcy w klubie Fremad Amager oraz reprezentacji Wysp Owczych.

## Kariera klubowa
Bárður Hansen rozpoczął swą karierę w drugim składzie klubu GÍ Gøta, występującym wówczas w trzeciej lidze. Wystąpił w jednym spotkaniu przeciwko MB Miðvágur 2 września 2007 roku, przegranym przez jego zespół 1:2. 4 lutego 2008 roku klub połączył się z LÍF Leirvík, tworząc Víkingur Gøta. Od tamtej pory zaczął naprzemiennie grać w pierwszym, drugim i trzecim składzie. W podstawowej drużynie wystąpił po raz pierwszy 20 marca w meczu Pucharu Wysp Owczych 2008 przeciwko 07 Vestur, wygranym po serii rzutów karnych przez klub z Norðragøta. Zagrał łącznie w 228 meczach w pierwszym składzie, 48 w drugim i dwa w trzecim. Dla pierwszej drużyny strzelił osiemnaście goli, pierwszego 11 kwietnia 2010 roku w ligowym meczu przeciwko NSÍ Runavík, zakończonym rezultatem 2:0. Hansen zdobywał z Víkingurem czterokrotnie Puchar Wysp Owczych w latach: 2009, 2012, 2013 oraz 2015.
10 lipca 2016 roku ogłoszono jego transfer do duńskiego klubu Fremad Amager, grającego w drugiej lidze. Swój pierwszy mecz rozegrał 24 lipca przeciwko Vejle BK i zakończył się on rezultatem 1:1. Jak dotąd wystąpił w czternastu spotkaniach swojej drużyny, nie zdobywając żadnej bramki.

## Kariera reprezentacyjna
Hansen po raz pierwszy reprezentował swój kraj 28 lipca 2008 roku w meczu reprezentacji U-17 przeciwko Szkocji, przegranym 0:3. Łącznie w kadrze poniżej siedemnastego roku życia zagrał w siedmiu meczach. Następnie od 2009 zaczął występy w reprezentacji U-19, debiutując 6 października w meczu przeciwko Grecji, zakończonym rezultatem 0:2. Później wystąpił jeszcze w czterech meczach na tym poziomie. W kadrze U-21 wystąpił po raz pierwszy 15 sierpnia 2012 roku w spotkaniu przeciwko Danii (1:1), choć powoływany był do niej już rok wcześniej. Wystąpił w niej łącznie 9 razy.
W reprezentacji Wysp Owczych swój pierwszy mecz rozegrał 13 czerwca 2015 roku przeciwko Grecji (2:1). Do kadry powołano go już rok wcześniej, jednak nie wyszedł na boisko. Obecnie zagrał w pięciu spotkaniach reprezentacji.

## Sukcesy

### Klubowe
Víkingur Gøta
- Zdobywca Pucharu Wysp Owczych (4x): 2009, 2012, 2013, 2015